# いすみ鉄道いすみ300型気動車
いすみ鉄道いすみ300型気動車（いすみてつどういすみ300がたきどうしゃ）は、いすみ鉄道の普通列車用気動車（ディーゼル動車）である。本形式と同様の車内設備等を備えるキハ20形についても本項で扱う。

## 概要
本形式は、開業時から使用してきたいすみ200'型の老朽化に伴う代替車両として、2012年（平成24年）から導入された車両で、同年1月3日にいすみ鉄道社長のブログで車体イメージ図が公表された。運用は同年3月28日に臨時列車として開始されたのち、同年4月1日より定期列車としても開始された。
車体は新潟トランシス製軽快気動車の標準的なもので、貫通型の両運転台車である。前照灯と尾灯は左右の前面窓の上部に両者が一体化して装備されている。

## 車内
なつかしい昭和の雰囲気をイメージして紺のモケットに下段上昇式に開く窓に設計され、バリアフリー対応の洋式トイレも設置されている。座席配置は「ムーミン列車」など観光列車としての運用を考慮してクロスシートとなった。

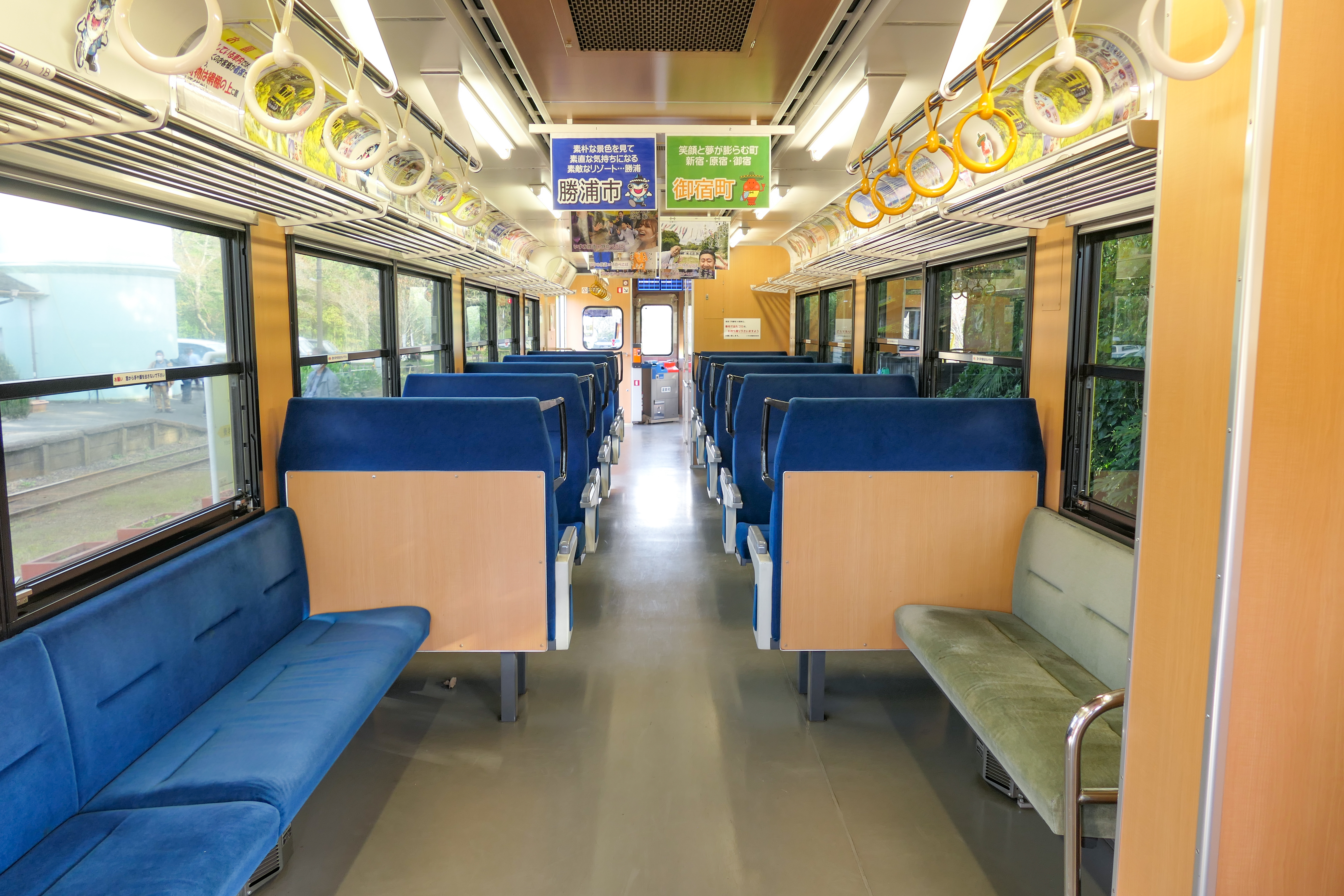
車内全景
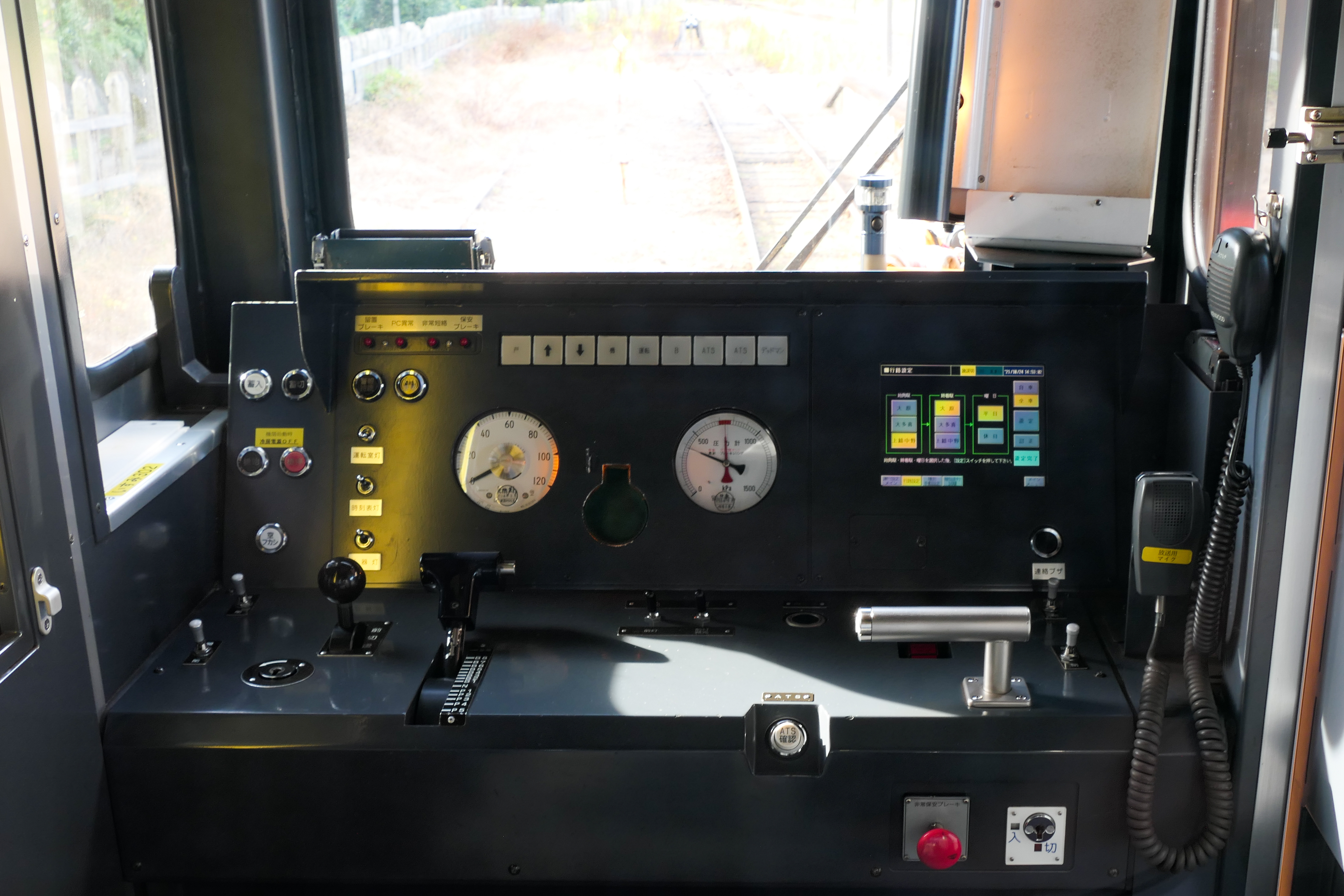
運転台

## キハ20形
本形式は、2014年度までに3両を導入する予定であったが、2015年（平成27年）6月22日に最後の1両が搬入された。この車両は、本形式同様クロスシート装備のトイレ付で、いすみ350型同様、前面・側窓の形状が国鉄キハ20系気動車を模したものとなっており、さらに塗装もクリーム4号と朱色4号の塗り分け（国鉄気動車一般色）である。形式はモデルとなった国鉄キハ20形に因んでキハ20形とされ、番号は仕様が同じいすみ300形の続番の303となるところであったが、かつて国鉄に在籍した同名車両に敬意を表して1000番台とし、「キハ20 1303」となっている。